# 萩原津年武
萩原 津年武（はぎわら つとむ、1939年1月1日 - ）は、日本の放送作家。埼玉県熊谷市生まれ。法政大学英米文学科卒。株式会社トマホーク代表取締役。

## 略歴
小学1年生の時に、中国の北支河南省新郷に在住していた。父は終戦の年の4月に現地招集で兵役に出されていた。
終戦での引き上げは、勤務先の家族と共に引上げる事に。製粉工場であったので貨車1両に8家族が乗り新郷在留の日本人全体で長蛇の列車が9月に出発した。本来は北京経由で青島から帰国の予定だった。しかし、北京までの線路が戦争で破壊されてしまって居たので、開封、済南経由に大回りすることに。父は兵役で留守のため母が三人の息子を抱えての帰国だった。末の弟は1歳の赤ん坊だったので母は苦労をした。済南に到着したのが12月25日。ホームに着くと父が待って居たのだ。父は北京で兵役を解除され有志数人と済南まで線路を歩きながらやってきたそうだ。列車の旅は済南まで。あとは列車と徒歩で青島まで。その間に通過する村人の強奪を防ぎながら過酷な旅が続いた。
日本に帰国したのは翌年の2月、佐世保港だった。
帰国2年後に父は病死（35歳）。
小学5年生の時に引き上げ少年の作文コンクールに応募入賞した。「流れる星は生きている」（藤原てい作）の少年版と新聞で紹介され少年ながら小説家を目指すと宣言、日本文學全集の小説を1週間に1冊読むと決意、小学校から高校まで続けた。勿論中学、高校になると一般的な小説を乱読した。
大学卒業と同時に推理小説専門雑誌宝石社入社。雑誌記者を振り出しに、小林信彦の後任として『ヒッチコック・マガジン』編集長。のち、執筆活動のため退社。放送作家としてラジオ、テレビの構成台本を多数手掛ける。
1984年（昭和59年）テレビ番組制作会社トマホークを設立。代表取締役に就任。
日本テレビ『アメリカ横断ウルトラクイズ』の企画・構成を担当した。
現在、日本放送作家協会、日本脚本家連盟の会員。

## 代表作
- アメリカ横断ウルトラクイズ（日本テレビ）
- ズームイン!!朝!（日本テレビ）
- 全国高等学校クイズ選手権（日本テレビ）
- 花王名人劇場（関西テレビ）
- TVジョッキー（日本テレビ）
- ご両人登場（日本テレビ）
- 平凡 歌のバースデーショー（フジテレビ）
- 特集 ザ☆スター（関西テレビ）
- 巨泉×前武ゲバゲバ90分!（日本テレビ）
- 徳光和夫のTVフォーラム（日本テレビ）
- 土曜スペシャル（テレビ東京）
- 追跡（日本テレビ）
- スーパーテレビ情報最前線（日本テレビ）
- 丹波哲郎の霊界の証明シリーズ（テレビ東京）
- アジアの市場（テレビ東京）
- 世界の危険な祭（テレビ東京）

## 著作
- 酒の席でつい披露したくなる日本語（インフォレスト、2002年7月）ISBN 978-4754221126